# Карманицкий переулок
Карма́ницкий переу́лок — улица в Центральном Административном округе (ЦАО) Москвы, расположенная в районе Арбат между Спасопесковским переулком и Смоленской площадью. Нумерация домов ведётся от Спасопесковского переулка. Здесь находится станция метро «Смоленская» Арбатско-Покровской линии. В переулке расположено посольство Филиппин.

## Происхождение названия
Это старинное название (происхождение его неизвестно) было возвращено переулку в 1922 году. До этого (с конца XVIII века) он назывался Большой Толстовский, по фамилии домовладельца майора Толстова. Переименование было вызвано стремлением избежать созвучия названий улиц при присвоении Большому Хамовническому переулку имени Льва Толстого.

## Описание
Карманицкий переулок начинается от Спасопесковской площади и Спасопесковского переулка, проходит на юго-запад параллельно Арбату, слева на него выходит Троилинский переулок, заканчивается на Садовом кольце на Смоленской площади. Слева от переулка на углу с Троилинским переулком находится выход станции метро «Смоленская» Арбатско-Покровской линии.

## Здания и сооружения
По нечётной стороне:
- № 9 — бизнес-центр «Арбат»;

По чётной стороне:
- № 2/5 — доходный дом (1903, архитектор С. Ф. Воскресенский). Среди жильцов дома были зоолог Н. К. Кольцов, географ А. А. Крубер. В 1920-е годы — штаб-квартира АХРР. В 1920-х годах здесь жил и был арестован бывший обер-прокурор Святейшего Синода В. К. Саблер[1].
- № 6/8 — посольство Филиппин;
- № 14/6 — до 2008 года на этом месте стоял дом конца XVIII века, входивший в ансамбль исторической купеческой усадьбы. В 2008 дом снесли[2].